# Antoni Żabko-Potopowicz
Antoni Żabko-Potopowicz (ur. 28 maja?/9 czerwca 1895 w Oczesie-Rudni, zm. 26 kwietnia 1980 w Warszawie) – polski ekonomista rolnictwa, historyk gospodarczy, pionier historii leśnictwa.

## Życiorys
Syn Karola i Marii Julii Potapowiczów, urodził się w Oczesie-Rudni w guberni chersońskiej. Jego ojciec ukończył studia chemiczne na Uniwersytecie w Rydze, ale nie rozpoczął pracy w zawodzie i powrócił na wieś, aby zarządzać majątkiem rodzinnym. Antoni uczył się eksternistycznie w gimnazjum w Homlu; do ostatnich dwóch klas uczęszczał od 1910 w Moskwie. Po ukończeniu nauki w 1912 wyjechał do Lipska, gdzie studiował na Instytucie Rolniczym przy tamtejszym uniwersytecie. Duży wpływ na przyszłą karierę naukową wywarł na nim profesor Wilhelm Pfeffer.
Naukę przerwał wybuch I wojny światowej. Poprzez Szwecję i Finlandię Antoni Żabko-Potopowicz powrócił do domu. Aby nie zostać wcielonym do carskiej armii, wstąpił do organizacji „Siewierpomoszcz”, której zadaniem było prowiantowanie wojska. Wiosną 1916 zachorował ciężko na zapalenie płuc; rekonwalescencja trwała prawie pół roku. Po odzyskaniu zdrowia wyjechał do Niżnego Nowogrodu, gdzie pracował w instytucji nadzorującej transport bydła do Królestwa Polskiego. Pod koniec 1917, aby uniknąć kolejnego wcielenia do wojska, rozpoczął naukę w Konstantynowskiej Szkole Artylerii; ukończył tam półroczny przyspieszony kurs i został przydzielony do zapasowego dywizjonu artylerii.
Pod koniec 1918 rodzina Żabko-Potopowiczów przeniosła się do Warszawy. Pod wpływem zaprzyjaźnionego z rodziną profesora Józefa Mikułowskiego-Pomorskiego w 1919 rozpoczął studia w Szkole Głównej Gospodarstwa Wiejskiego. Przerwał je 1920 ponieważ będąc podporucznikiem artylerii został wcielony do dywizjonu płk. Włodzimierza Rómmla. Za udział w bitwie pod Radzyminem został odznaczony Krzyżem Walecznych.
Jesienią 1920 powrócił na uczelnię, rok później ukończył studia i rozpoczął pracę w Banku Parcelacyjnym w Wilnie. Dzięki otrzymanej w spadku kamienicy w Warszawie, mógł poświęcić się nauce. Wiedzę czerpał z księgozbiorów SGGW i SGH, koordynatorem jego studiów z polityki agrarnej był prof. Zdzisław Ludkiewicz. 1 grudnia 1925 uzyskał tytuł inżyniera-rolnika, a następnie rozpoczął przewód doktorski, w 1928 obronił pracę Praca najemna i najemnik w W. Ks. Litewskim w wieku XVIII-ym na tle ewolucji stosunków w rolnictwie i otrzymał tytuł doktora nauk rolniczych. Mimo otrzymywanych propozycji ministra Witolda Staniewicza objęcia stanowiska dyrektora departamentu rolnego w Ministerstwie Reform Rolnych pozostał na uczelni jako starszy asystent Zdzisława Ludkiewicza w Katedrze Polityki Agrarnej.
Od 1926 współpracował z prof. Władysławem Grabskim, który przewodniczył Katedrze Polityki Ekonomicznej w Szkole Głównej Gospodarstwa Wiejskiego. Pomimo że nie należał do BBWR, podpisał protest brzeski. W latach 1929–1930 przebywał w Szwecji, gdzie prowadził badania nad warunkami pracy polskich robotników rolnych. Dzięki wsparciu Funduszowi Kultury Narodowej rozpoczął badania gospodarek rolnych krajów europejskich. Rezydował w bibliotekach Akademii Rolniczej w Sztokholmie, Bibliotece Narodowej Francji w Paryżu, bibliotece Ligi Narodów w Genewie, bibliotece Akademii Rolniczej w Pradze, bibliotekach uniwersyteckich w Zagrzebiu i Belgradzie oraz w wiedeńskiej w bibliotece Hochschule für Bodenkultur. Przebywał na Uniwersytecie w Sofii oraz w Międzynarodowym Instytucie Rolniczym w Rzymie. W 1932 otrzymał stopień doktora habilitowanego za pracę Polityka agrarna jako nauka w Niemczech ze szczególnym uwzględnieniem czasów nowszych. Został asystentem w Katedrze Polityki Agrarnej, wtedy też zetknął się z pracą w bibliotece uczelni, gdzie często zastępował prof. Zdzisława Ludkiewicza. Wykładał politykę agrarną oraz światowe stosunki w rolnictwie na Wydziale Leśnym w Szkole Głównej Gospodarstwa Wiejskiego, był pracownikiem naukowym i dydaktycznym w prowadzonym przez Stefana Moszczeńskiego Zakładzie Ekonomiki Gospodarstw Wiejskich. Od 1937 był członkiem korespondentem Towarzystwa Naukowego Warszawskiego. 25 stycznia 1939 został profesorem nadzwyczajnym polityki ekonomicznej na Wydziale Leśnym SGGW. W lutym 1939 został kierownikiem Katedry Polityki Ekonomicznej wchodzącej w skład Wydziału Leśnego, współpracował również z Zakładem Socjologii Wsi. Równolegle do pracy na SGGW wykładał w Instytucie Kolonialnym Wolnej Wszechnicy Polskiej, gdzie wykładał problemy agrarne i rolnicze krajów kolonialnych. Wobec zagrożenia wojną Antoni Żabko-Potopowicz został przez wiceministra Michała Wierusz-Kowalskiego włączony w prace Komitetu Wyżywienia Kraju, jego zadaniem było planowanie aprowizacji ludności w przypadku wybuchu działań wojennych.
Podczas okupacji hitlerowskiej hitlerowcy pozwolili do maja 1940 kontynuować naukę na uczelni. Od semestru 1940/1941 prowadził tajne wykłady w ramach kierowanego przez Franciszka Staffa Liceum Rybackiego. Walczył w powstaniu warszawskim, a po jego kapitulacji opuścił miasto. Wyjechał do Bochni, a następnie do Żegociny. Po zakończeniu wojny przedostał się do Krakowa, a następnie z grupą profesorów SGGW udał się do majątku szkolnego w Skierniewicach.
W 1945 należał do grupy, która zainicjowała reaktywację Polskiego Towarzystwa Ekonomicznego, kierował tam Sekcją Rolną. Został w tym okresie wyznaczony przez Franciszka Staffa do organizowania restytucji mienia SGGW. Od 1946 ponownie wykładał na SGGW, kierował Instytutem Ekonomiki Rolnej, a na zlecenie senatu akademickiego pełnił funkcję dyrektora Biblioteki Głównej SGGW. Poza pracami nad zagospodarowaniem wsi na „Ziemiach Odzyskanych”, którymi kierował dr Rajmund Buławski był doradcą w Departamencie Rolnym Centralnego Urzędu Planowania. Po odmowie wstąpienia do PZPR został zatrudniony na stanowisku kierowniczym w Instytucie Ekonomii Rolnej, dodatkowo współpracował z Centralną Biblioteką Rolniczą.
W 1956 nastąpiła odwilż polityczna, Antoni Żabko-Potopowicz został kierownikiem Komisji Historii Leśnictwa, która działała przy Polskim Towarzystwie Leśnym. Zastąpił na tym stanowisku prof. Edwarda Więcko, który wyjechał do Kanady na placówkę dyplomatyczną. W tym czasie został wiceprzewodniczącym Komisji Koordynacyjnej do Badań nad Dziejami Wsi, zainicjowana przez prof. Henryka Łowmiańskiego przy Komitecie Nauk Historycznych Polskiej Akademii Nauk. Rok później na wniosek prof. Kazimierza Krysiaka powrócił do pracy na Wydziale Leśnym SGGW-AR, rok później został kierownikiem Zakładu Historii Leśnictwa oraz dyrektorem Biblioteki Głównej SGGW-AR. W 1959 otrzymał tytuł profesora nadzwyczajnego oraz został odznaczony Krzyżem Kawalerskim Orderu Odrodzenia Polski.
W 1965 przeszedł w stan spoczynku, ale kontynuował pracę naukową. Otrzymał wówczas honorową odznakę Polskiego Towarzystwa Ekonomicznego, oraz honorową odznakę Polskiego Towarzystwa Leśnego. Dwa lata później za całokształt pracy naukowej uhonorowano go Krzyżem Oficerskim Orderu Odrodzenia Polski, w 1969 SGGW przyznała Antoniemu Żabko-Potopowiczowi złotą odznakę honorową, a pięć lat później otrzymał Medal 30-lecia Polski Ludowej. Od 1968 był zaangażowany w działalność Zespołu Historii Nauk Leśnych w Zakładzie Historii Nauki i Techniki, a następnie w Instytucie Historii Nauki, Oświaty i Techniki Polskiej Akademii Nauk. Wspólnie z dyrektorem biblioteki Akademii Rolniczej we Wrocławiu Janem Morawskim zainicjowali działalność zespołu wszystkich bibliotek rolniczych. W 1976 Związek Bibliotekarzy przyznał profesorowi odznakę „Zasłużonego Bibliotekarza”, oraz przez Ministra Leśnictwa i Przemysłu Drzewnego odznaką honorową „Zasłużony dla leśnictwa i przemysłu drzewnego”. Dwa lata później Antoni Żabko-Potopowicz został członkiem Komitetu Redakcyjnego Kwartalnika Historii Nauki i Techniki, w 1979 w uznaniu współpracy z instytucjami na Kielecczyźnie otrzymał odznakę „Za zasługi dla Kielecczyzny”.
Zmarł w Warszawie. Spoczywa na cmentarzu Stare Powązki (kwatera 201-6-17).

## Dorobek naukowy
Antoni Żabko-Potopowicz był autorem prac naukowych i popularnonaukowych dotyczących polityki agrarnej i socjologii wsi, ekonomiki rolnictwa, historii i geografii rolnictwa oraz leśnictwa. Był poliglotą znał biegle niemiecki, francuski, szwedzki, serbski, rosyjski. Jego felietony ukazywały się m.in. w „Rolnictwie”, „Rocznikach Socjologii Wsi”, „Ekonomiście”, „Kwartalniku Historii Nauki i Techniki”, „Zielony Sztandar”.

## Publikacje
- Praca najemna i najemnik w W. Ks. Litewskim w wieku XVIII-ym na tle ewolucji stosunków w rolnictwie /1929/
- Nauka o społecznem gospodarstwie agrarnem w Stanach Zjednoczonych Ameryki Północnej /1931/
- Wieś polska w świetle polskich prac naukowych i publicystycznych w Rocznikach SGGW /1931–1935/
- Traktat Wersalski a niemiecka nauka o społecznem gospodarstwie agrarnem /1932/
- Szkoła Główna Gospodarstwa Wiejskiego w Warszawie, jej dzieje i znaczenie /1937/
- Rolnictwo w Polsce. Stan, bolączki, zadania, drogi naprawy. Cz. I - Stan rolnictwa w Polsce /1938/
- Uwagi o zagadnieniu gospodarki planowej /1939/
- Gospodarstwo wiejskie na Ziemiach Odzyskanych /1947/
- Prace Zakładu Polityki Ekonomicznej, tom II (praca zbiorowa) /1948/
- Zarys rozwoju wiedzy leśnej do pierwszej wojny światowej /1948/
- Zagadnienie rozwarstwienia się wsi na łamach „Ekonomista” nr 4/1948 /1948/
- Produkcja rolnicza i potrzeby spożywcze Polski /1949/
- Ogólne warunki rozwoju rolnictwa w Polsce /1949/
- Dzieje bartnictwa w Polsce, opublikowane w XV tomie „Roczników Dziejów Społecznych i Gospodarczych” /1953/
- Księga Pamiątkowa SGGW 1906–56", sekretarz naukowy publikacji /1956/
- Polskie piśmiennictwo leśne w Królestwie Polskim po utrwaleniu się kapitalizmu (1866–1915) /1959–1960/
- Dzieje lasów, leśnictwa i drzewnictwa w Polsce, przewodniczący komitetu redakcyjnego i autor części publikacji /1965/
- Zarys rozwoju wiedzy leśnej do pierwszej wojny światowej /1968/
- Polskie Towarzystwo Leśne w Polsce Ludowej (Działalność i kierunki rozwoju), przewodniczący komitetu redakcyjnego /1972/
- Twórcy i organizatorzy leśnictwa polskiego na tle jego rozwoju /1974/
- Pionierzy postępu w rolnictwie polskim /1977/

## Odznaczenia
- Krzyż Oficerski Orderu Odrodzenia Polski (1967),
- Krzyż Kawalerski Orderu Odrodzenia Polski (1959),
- Krzyż Walecznych (1921)[3],
- Medal 30-lecia Polski Ludowej (1974),
- Złota Odznaka Szkoły Głównej Gospodarstwa Wiejskiego-Akademii Rolniczej (1969),
- Honorowa Odznaka Stowarzyszenia Bibliotekarzy Polskich (1976),
- Odznaka „Zasłużony dla Leśnictwa i Przemysłu Drzewnego” (1976),
- Odznaka „Za zasługi dla Kielecczyzny” (1979).